# یانیس ام بیمبا
یانیس ام بیمبا (انگلیسی: Yannis M'Bemba؛ زادهٔ تاریخ ورودی نامعتبر است) بازیکن فوتبال است.